# شهرستان دچانگ
شهرستان دچانگ (به لاتین: Dechang County) یک منطقهٔ مسکونی در چین است که در لیانگشان یای واقع شده‌است.